# Горнево (Псковский район)
Го́рнево — деревня в Ядровской волости Псковского района Псковской области.
Расположена на восточной границе города Пскова на железной дороге Псков — Дно.
| 2001 | 2002 | 2010 | 2016 |
| ---- | ---- | ---- | ---- |
| 146  | ↗173 | ↘132 | ↗154 |